# Печищи (Светлогорский район)
Печищи (бел. Пе́чышчы) — агрогородок в Сосновоборском сельсовете Светлогорского района Гомельской области Республики Беларусь.

## География

### Расположение
В 12 км на юго-запад от Светлогорска, 13 км от железнодорожной станции Светлогорск-на-Березине (на линии Жлобин — Калинковичи), 122 км от Гомеля.

### Гидрография
На юге и севере мелиоративные каналы, соединённые с рекой Жердянка (приток реки Березины), находящейся на восточной окраине.

## Транспортная сеть
Автодорога связывает деревню со Светлогорском. Планировка состоит из прямолинейной улицы, ориентированной с юго-востока на северо-запад, к центру которой присоединяется короткая прямолинейная улица. Застройка деревянная, усадебного типа.

## История
Согласно письменным источникам известна с XIX века как селение в Паричской волости Бобруйского уезда Минской губернии. В 1879 году в деревне находился еврейский молитвенный дом. Согласно переписи 1897 года.
В 1924 году открыта школа, которая размещалась в наёмном крестьянском доме. В 1925 году в Шатилковском сельсовете Паричского района Бобруйского округа. В 1929 году организован колхоз.
Во время Великой Отечественной войны 10 февраля 1942 года были убиты евреи — узники местного гетто. Командир взвода разведки 170-й Речицкой стрелковой дивизии П. А. Мирошниченко в бою за деревню 1 января 1944 года закрыл своим телом амбразуру дзота (3 июня 1944 года присвоено звание Героя Советского Союза). На здании клуба в память о нём в 1967 году установлена мемориальная доска. В боях около деревни погибли 913 советских солдат и 4 партизана (похоронены в братской могиле, в центре деревни).
Согласно переписи 1959 года центр СПК «Колхоз „Прогресс“». Расположены швейная мастерская, мельница, лесопилка, средняя школа, Дом культуры, библиотека, фельдшерско-акушерский пункт, ветеринарный участок, отделение связи, магазин, детский сад.
До 10 марта 1960 года деревня в составе Шатилковского сельсовета Паричского района, до 30 марта 1992 года — в составе Чирковичского сельсовета, до 16 декабря 2009 года центр Печищанского сельсовета, с 16 декабря 2009 года в составе Сосновоборского поселкового Совета депутатов, с 12 декабря 2013 года в составе Сосновоборского сельсовета.

## Население

### Численность
- 2021 год — 336 жителей

### Динамика
- 1897 год — 46 дворов, 398 жителей (согласно переписи)
- 1908 год — 78 дворов, 871 житель
- 1925 год — 79 дворов
- 1959 год — 232 жителя (согласно переписи)
- 2004 год — 151 хозяйство, 408 жителей
- 2021 год — 336 жителей

## Культура

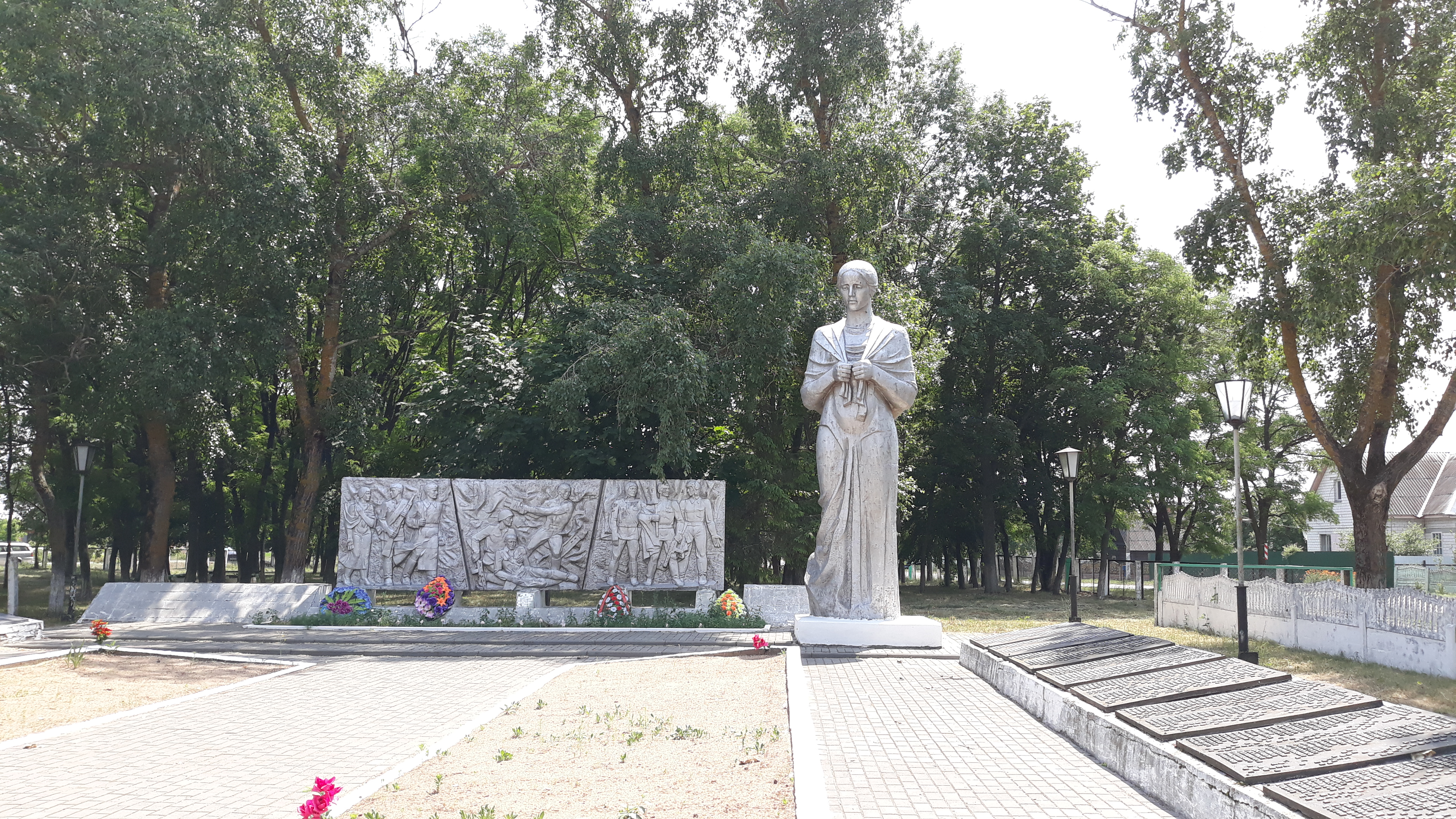
Братская могила

- Дом культуры

## Достопримечательность
- Братская могила советских воинов и партизан (1943-1944) —  Историко-культурная ценность Республики Беларусь, шифр 313Д000770
- Около агрогородка могила жертв фашизма
- На здании клуба в честь Героя Советского Союза П. А. Мирошниченко установлена мемориальная доска.